# Toronto Falcons
Los Toronto Falcons fue un equipo de fútbol canadiense con sede en Toronto. Jugaron solamente dos años, en 1967 en la National Professional Soccer League (NPSL) y en 1968 en la North American Soccer League (NASL). Su campo de fútbol fue el Varsity Stadium.

## El principio es el fin
Debido a una mala estrategia financiera, los Toronto Falcons tuvieron que cerrar tras solo dos temporadas. Su rival de la misma ciudad, el Toronto City, tuvo un destino similar y solo duró un año.
Durante la temporada de 1967, mientras militaban en la NPSL, los Falcons atrajeron una media de 3.792 aficionados por partido. El resultado de los Falcons de esa temporada fueron 10 partidos ganados, 17 partidos empatados y 5 partidos perdidos. La temporada siguiente, la NPSL se fusionó con la North American Soccer League y los Falcons cambiaron de liga. En la NASL, con el legendario Ladislao Kubala como entrenador, los Falcons jugaron bien recogiendo un resultado de 13 partidos ganados, 13 partidos empatados y 6 partidos perdidos, pero los problemas económicos hicieron que el club cerrara sus puertas para siempre. La asistencia media durante la temporada de 1968 fue de 5.336 personas por partido.

## Año a año
| Año  | Liga | PG | PE | PP | Pts | Temporada            | Playoffs       |
| ---- | ---- | -- | -- | -- | --- | -------------------- | -------------- |
| 1967 | NPSL | 10 | 17 | 5  | 127 | 4º, Western Division | No clasificado |
| 1968 | NASL | 13 | 13 | 6  | 144 | 3º, Lakes Division   | No clasificado |

## Jugadores destacados
- Roy Turner
- Yanko Daucik
- Fernando Jiménez
- Henry Largie
- Raúl Alfredo Magaña
- Julio Fonseca
- Ladislao Kubala
- Ricardo Alexander Clark.

## Entrenadores
- Fernando Daucik
- Hector Marinaro
- Ladislao Kubala

- Datos: Q1133584